# Белогорновское муниципальное образование
Белогорновское муниципальное образование — сельское поселение в Вольском районе Саратовской области Российской Федерации.
Административный центр — село Белогорное.

## История
Статус и границы сельского поселения установлены Законом Саратовской области от 27 декабря 2004 года № 86-ЗСО «О муниципальных образованиях, входящих в состав Вольского муниципального района».

## Население
| 2010 | 2011 | 2012  | 2013  | 2014  | 2015 | 2016 |
| ---- | ---- | ----- | ----- | ----- | ---- | ---- |
| 995  | ↘991 | ↗1010 | →1010 | ↘1001 | ↘981 | →981 |
| 2017 | 2018 | 2019  | 2020  | 2021  |      |      |
| ↘956 | ↘922 | ↘912  | ↘892  | ↘829  |      |      |

## Состав сельского поселения
| № | Населённый пункт | Тип населённого пункта       | Население |
| - | ---------------- | ---------------------------- | --------- |
| 1 | Белогорное       | село, административный центр | ↘665      |
| 2 | Новопокровка     | село                         | 14        |
| 3 | Юловая Маза      | село                         | ↘231      |